# Trappista sör

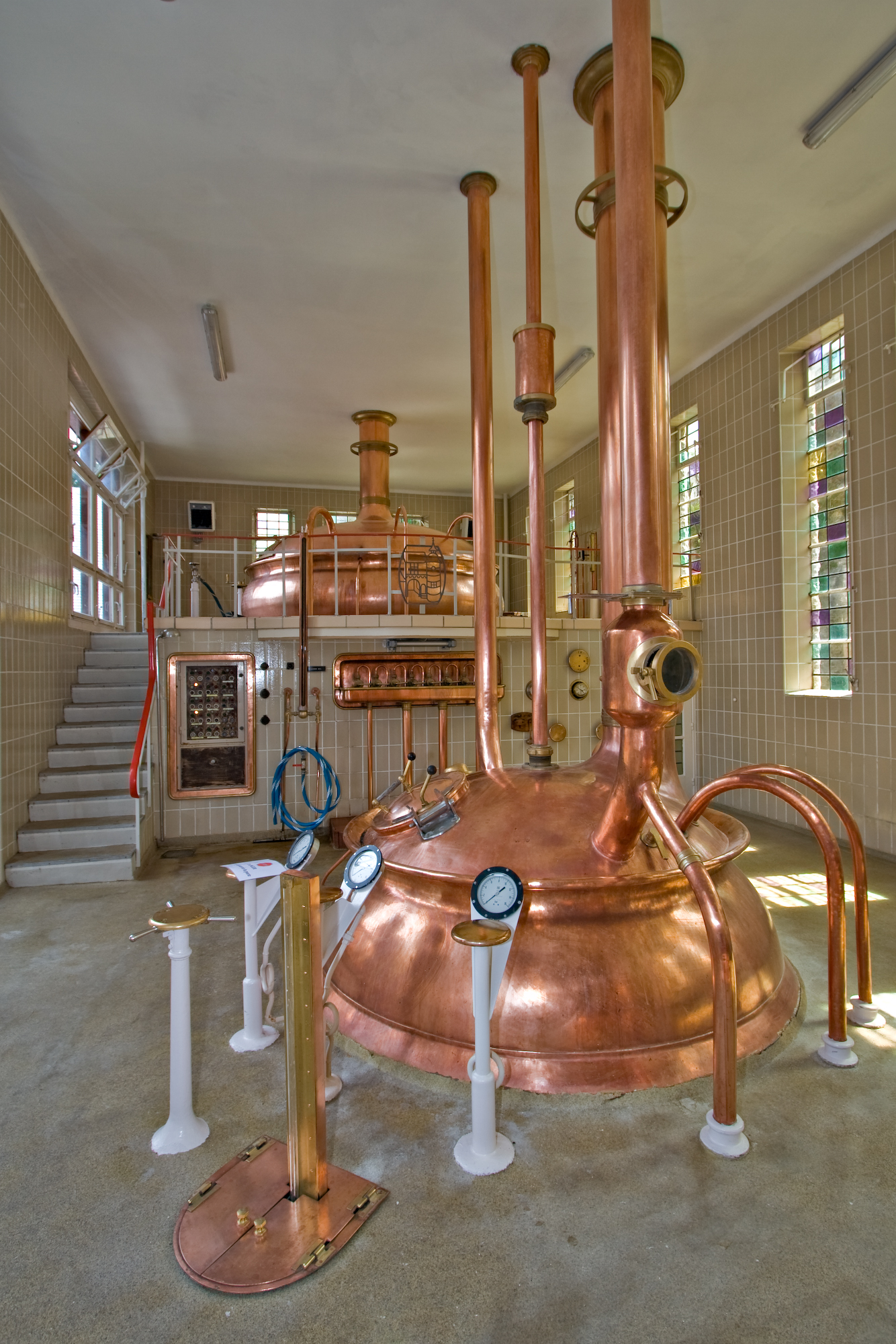
A belgiumi Rochefort apátság sörfőzdéje

A trappista sör megnevezést azokra a sörökre alkalmazzák, amelyeket a trappista szerzetesek főznek. A ma is működő 102 trappista kolostorból (2008-as adat) hét foglalkozik sörfőzéssel, abból hat Belgiumban és egy Hollandiában található. Csak ez a hét sörfőzde használhatja az Authentic Trappist Product logót, amely jelzi, hogy a termék elkészítése során betartották a Nemzetközi Trappista Szövetség (International Trappist Association) által előírt követelményeket.

## Története
A trappista rend a ciszterci rend egyik kolostorából, a franciaországi La Trappe-ból származik. 1664-ben La Trappe apátja, Armand-Jean Bouthillier de Rancé (1626. január 9. – 1700. október 12.) reformokat vezetett be az apátságban, amelyekkel visszatértek a ciszterci rend szigorához. Ekkor született meg a Ciszteri Rend Szigorú Követőinek („Ordo Cisterciensis Strictioris Observantiae”) rendje, amelyet az első kolostor után trappistának neveztek el. A rend megalakulása óta számos szabályt enyhítettek, de működésük egyik alappillére, hogy az apátságok továbbra is önnfenntartóak, saját maguk teremtik elő működésük költségeit.
A monasztikus rendekhez csatolt sörfőzdék Európa minden részén léteztek már a középkor óta, és a rend megalakulása után a trappisták is foglalkoztak a sörfőzéssel. A La Trappe apátság sörfőzdéjét 1685-ben alapították, majd később más országokban található trappista apátságok is átvették ezt a szokást. Más szerzetesrendekhez hasonlóan a sört elsősorban a monasztikus közösség szükségleteinek fedezésére főzték. Manapság a trappista sörfőzdék szintén az apátságok működését támogatják, illetve a fennmaradó profitot jótékony célokra fordítják. A francia forradalom, illetve a két világháború során számos trappista apátság sörfőzdéje megsemmisült, korábban viszont igen aktívak voltak: 8 sörfőzde működött Franciaországban, 6 Belgiumban, 2 Hollandiában és egy-egy Németországban, Ausztriában, Boszniában és feltehetően más országokban is.
Ma már csak hét trappista apátság foglalkozik sörfőzéssel, ezek közül hat Belgiumban és egy Hollandiában található. A 20. században a trappista sörök népszerűsége miatt számos utánzat jelent meg, amely a trappista nevet, logót és általában egy sört tartó szerzetes felhasználva próbálják a terméket népszerűsíteni. Mivel a szerzetesek nonprofit tevékenységet végeznek, ezért különféle jogi akadályok miatt hosszú ideg nem tudtak fellépni ez ellen, végül 1962-ben Gent városában indítottak pert egy helyi sörfőzde ellen.

## Az „International Trappist Association” (Nemzetközi Trappista Szövetség)

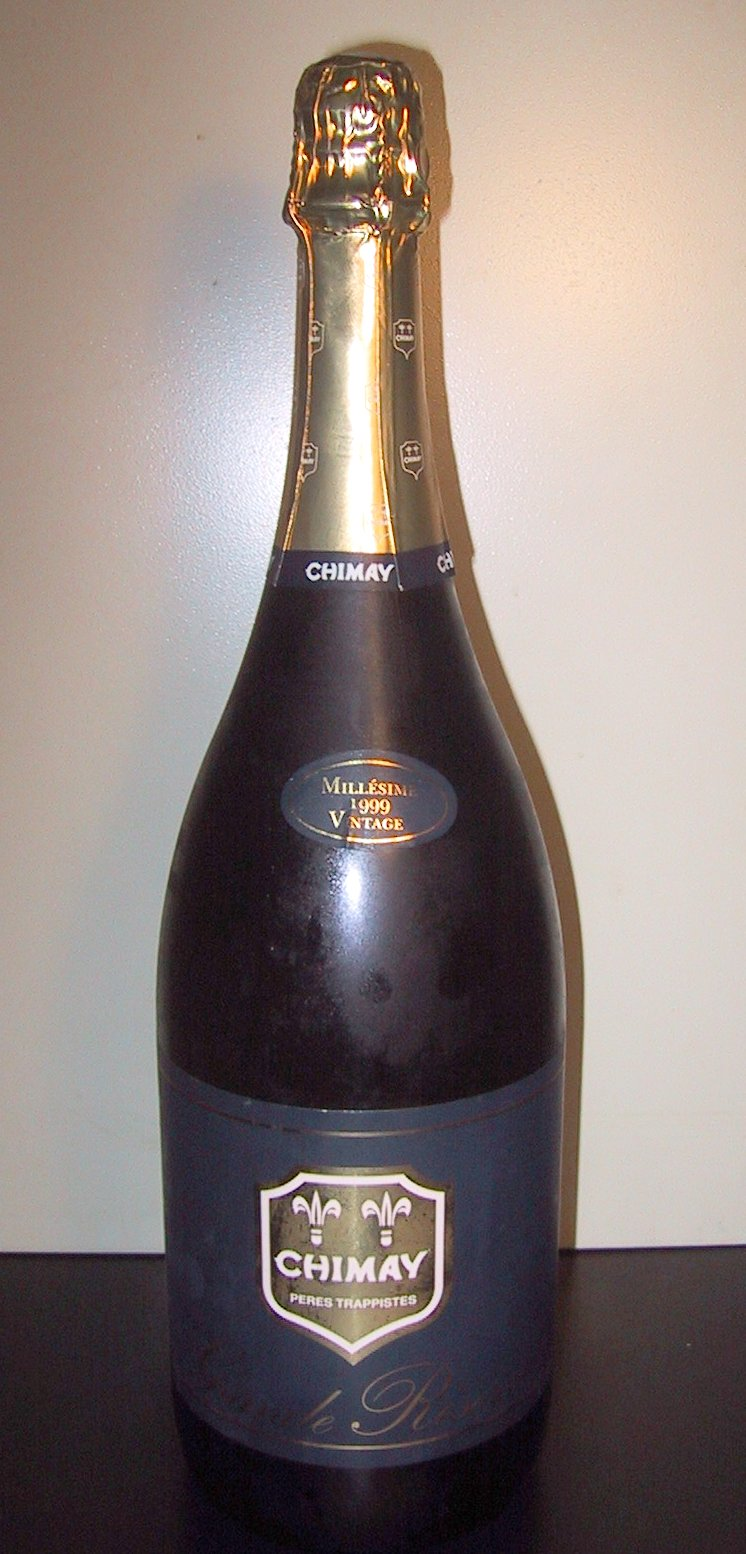
A Chimay trappista sör Belgium egyik legismertebb terméke (az üveg űrtartalma 1,5 liter)

1997-ben nyolc trappista apátság – hat Belgiumból (Orval, Chimay, Westvleteren, Rochefort, Westmalle és Achel), egy Hollandiából (Koningshoeven) és egy Németországból (Mariawald) – megalakította a „International Trappist Association” (Nemzetközi Trappista Szövetség) nevű szövetséget, hogy megakadályozzák a rendhez nem tartozó és az előírásokat nem követő „ál-trappista” sörök forgalmazását. A szövetség egy jól felismerhető logót hozott létre (Authentic Trappist Product), amelyet a trappista közösségek által előállított termékeken (sajt, sör, bor, stb.) feltüntetnek és amely jelzik, hogy a szövetség szigorú előírásait követve készültek. A sörök esetében a következő előírásokat kell betartani:
- A sört trappista apátság falain belül vagy pedig trappista szerzetesek felügyelete alatt kell elkészíteni.
- A sörfőzde üzemeltetését, a sörfőzés folyamatát és a kereskedelmi értékesítés csatornáit mind a trappista közösség határozza meg.
- A sörfőzde tevékenységét az önfenntartás és a jótékony célok vezérlik, nem pedig a minél nagyobb profit kitermelése.

Jelenleg hét sörfőzde jogosult az Authentic Trappist Product logót feltüntetni termékeiken:
- Bières de Chimay
- Brasserie d'Orval
- Brasserie de Rochefort
- Brouwerij Westmalle
- Westvleteren
- Brouwerij de Achelse Kluis
- Brouwerij de Koningshoeven

A holland De Koningshoeven sörfőzde állítja elő az egyetlen holland trappista sört, amely jogosult az "Authentic Trappist Product" logó használatára. 1999 és 2005 között azonban tőlük is megtagadták a logó használatát, mivel 1999-ben a szerzetesek közös vállalatot alapítottak egy kereskedelmi sörfőzdével, amely végül átvette a sörfőzde napi irányítását.

## Sörfajták
A Koningshoeven sörfőzde kivételével a trappista sörök mind ale típusú sörök, azaz felső erjesztésű, üvegben érlelt és üvegben forgalmazott sörök. A különféle sörfőzdék saját megnevezési rendszerüket alkalmazzák a különféle sörtípusok elkülönítésére, de a megnevezés általában kapcsolatban van a sör alkoholtartalmával (a holland nyelvben (enkel, dubbel és tripel a neve a 6, 8 és 10 fokos söröknek - bár ez nem adja meg pontosan a sör alkoholfokát).

## Külső hivatkozások
- Információk a trappista sörökről és sörfőzdékről
- Az International Trappist Association hivatalos oldala
- A La Trappe kolostor szerzeteseinek magyarázata a Trappist logó és a „Trappista sör” megnevezés használatával kapcsolatban (hollandul)
- Angol nyelvű közlemény a La Trappe vitával kapcsolatban Archiválva 2009. január 22-i dátummal a Wayback Machine-ben
- A trappista szerzetesrend hivatalos oldala
- Trappista sörökhöz illő poharak gyűjteménye
- A trappista söröket bemutató oldal (angolul) és (hollandul)
- Francia nyelvű oldal a trappista sörökről